# Hôtel de Pérussis
L’hôtel de Pérussis est un hôtel particulier situé à Cavaillon, dans le département de Vaucluse.

## Histoire
L’hôtel de Pérussis date de 1747, à la demande de la famille de Perrussis, originaire de Florence. Il a notamment été la résidence de l'archéologue Valère Martin, et de sa fille, Azalaïs d'Arbaud, l'épouse du poète provençal Joseph d'Arbaud. À la suite d'un réaménagement d'urbanisme de la ville de Cavaillon, à la fin du XIXe siècle, la propriété a été scindée en deux, par le percement de la rue liffran, qui longe la façade de l’hôtel particulier.
L'hôtel de Pérussis est classé au titre des monuments historiques depuis le 31 décembre 1984.

## Description
La façade nord de l'hôtel de Perussis est en pierre de taille, avec un balcon en fer forgé, supporté par deux colonne ionienne, au niveau de la travée de la porte d'entrée. 
L'hôtel particulier est composé de trois niveaux : le rez-de-chaussée est composée de 4 pièces en façade, et 5 côté jardin, toutes en enfilades. Deux escaliers mène aux étages supérieur.